# Alter Meßplatz (Landau)
Der Alte Meßplatz ist ein Platz in Landau in der Pfalz.

## Lage
Der Platz liegt im Nordwesten der Stadt Landau in der Pfalz und hat die Form eines Dreiecks. Weiter nördlich beziehungsweise nordwestlich befinden sich der Campus Landau der Rheinland-Pfälzischen Technischen Universität Kaiserslautern-Landau und der Luitpoldpark, fast unmittelbar nordöstlich der Zoo, östlich das Max-Slevogt-Gymnasium und südlich die Nordringschule.

## Geschichte
Ursprünglich hieß der Platz lediglich „Meßplatz“; er wurde als Ort für Großveranstaltungen angelegt.
1897 entdeckte der Lehrer und Botaniker Georg Heeger auf dem Platz ein einziges Exemplar einer neuen Form der Pflanze Gewöhnliches Hirtentäschel, die er Capsella Heegeri nannte.
Vom 16. Juli bis zum 17. Oktober 1949 fand dort und in den angrenzenden Parkanlagen die Südwestdeutsche Gartenschau statt. In diesem Zuge entstanden vier große Ausstellungshallen auf dem Platz für Industrie, Handel- und Gewerbe. Rund herum entstanden Freilandschauen, Musteranlagen für Reben und Obst, eine Gaststätte sowie ein Vergnügungspark. Nach dem Ende der Gartenschau blieb im Norden des Areals eine der vier Hallen erhalten, die sogenannte SÜWEGA-Halle. 2020 wurde sie aufgrund von Baufälligkeit und unwirtschaftlichen Sanierungskosten abgerissen.
Seinen gegenwärtigen Namen erhielt der bisherige „Meßplatz“, als nach dem endgültigen Abzug der Franzosen im Jahr 1999 südöstlich des Hauptbahnhofs der „Neue Meßplatz“ errichtet wurde.

## Funktion
Die meiste Zeit wird der Alte Meßplatz als Parkplatz genutzt. Jährlich findet im Frühjahr dort der Maimarkt statt und im September der Herbstmarkt; während dieser Zeit ist das Parken verboten. Wenn Feste auf dem Rathausplatz stattfinden wie beim Fest des Federweißen im Oktober und dem Thomas-Nast-Nikolausmarkt in der Adventszeit wird der dort sonst dienstags und samstags stattfindende Wochenmarkt auf den Alten Meßplatz verlegt.